# Microsoft Forefront Threat Management Gateway
Microsoft Forefront Threat Management Gateway (Forefront TMG)は、以前はMicrosoft Internet Security and Acceleration Server (ISA Server)と呼ばれていた製品で、マイクロソフトがかつてリリースしていたネットワークルーター、ファイアウォール、アンチウイルスプログラム、VPNサーバとウェブキャッシュ機能を提供するサーバ製品。Windows Server上で動作し、このサーバを通過するすべてのネットワークトラフィックを検査する。

## 機能
Microsoft Forefront TMGは、次のような一連の機能を提供する。
1. ルーティングおよびリモートアクセス機能: Microsoft Forefront TMGは、ルーター、インターネットゲートウェイ、仮想プライベートネットワーク（VPN）サーバー、ネットワークアドレス変換（NAT）サーバ、およびプロキシサーバとして機能する。
2. セキュリティ機能: Microsoft Forefront TMGは、ネットワークトラフィック（ウェブコンテンツ、安全な接続によるウェブコンテンツ、電子メールを含む）を検査し、マルウェアを除去し、セキュリティの脆弱性や事前定義されたセキュリティポリシーに一致しないコンテンツをブロックするファイアウォールである。技術的な意味では、Microsoft Forefront TMGは、アプリケーション層保護、ステートフルフィルタリング、コンテンツフィルタリング、およびマルウェア対策保護を提供する。
3. ネットワークパフォーマンス機能: Microsoft Forefront TMGは、ネットワークパフォーマンスも向上させることができる。ウェブトラフィックを圧縮して通信速度を向上させることができる。また、ウェブキャッシュも提供する。頻繁にアクセスされるウェブコンテンツをキャッシュできるため、ユーザーはローカルネットワークキャッシュからより高速にアクセスできる。Microsoft Forefront TMG 2010は、Microsoft Update ウェブサイトで公開されているソフトウェアの更新など、Background Intelligent Transfer Serviceを介して受信したデータをキャッシュすることもできる。

### Microsoft Forefront TMG MBE
Microsoft Forefront Threat Management Gateway Medium Business Edition (Forefront TMG MBE) は、Windows Essential Business Serverにも含まれていたISA Server 2016の次のバージョンである。このバージョンは、64ビット版のWindows Server 2008でのみ実行され、アレイサポートやエンタープライズポリシーなどのエンタープライズ版の機能をサポートしていない。Forefront TMG MBEのメインストリームサポートは2013年11月12日に終了した。

### Microsoft Forefront TMG 2010
Microsoft Forefront Threat Management Gateway 2010 (Forefront TMG 2010) は2009年11月17日にリリースされた。ISA Server 2006を基盤として構築され、強化されたウェブ保護、ネイティブ64ビットサポート、Windows Server 2008およびWindows Server 2008 R2のサポート、マルウェア保護、およびBITSキャッシングが強化された。この製品のService Pack 1は、2010年6月23日にリリースされた。これには、Windows Server 2008 R2およびSharePoint 2010製品ラインをサポートするためのいくつかの新機能が含まれていた。この製品のService Pack 2は2011年10月10日にリリースされた。2012年9月9日、マイクロソフトはForefront Threat Management Gateway 2010でこれ以上の開発は行われず、製品は2012年12月1日をもって購入できなくなると発表しました。メインストリームサポートは2015年4月14日に終了し、延長サポートは2020年4月14日に終了した。